# Una notte al cimitero
Una notte al cimitero, també coneguda com Una notte nel cimitero o Dentro il cimitero, és un telefilm italià del 1989 dirigit per Lamberto Bava.
Forma part de la sèrie antològica Brivido giallo creada per Reteitalia. La pel·lícula està ambientada al camp al voltant de Bolsena, a la província de Viterbo.

## Trama
Cinc nois, després d'haver robat en un supermercat, s'escapa en una furgoneta i s'acaben refugiant en un lloc ombrívol prop d'unes ruïnes. Aviat s'adonen que hi ha una fonda a prop i decideixen parar. Aquí observen una esfera de vidre en un racó amb diners, joies i diversos objectes preciosos al seu interior, i el gerent els explica una història estranya: aquell tresor seria un premi per a qualsevol que aconsegueixi passar una nit en una terra desconsagrada.
De fet, sota la fonda hi ha una catacumba, i els nois decideixen acceptar el repte, encara que se sap que ningú no ha tornat mai d'aquell lloc fosc. A la cripta s'obre un escenari horripilant amb els morts ressuscitant dels seus taüts, monstres de tota mena, monjos penjats i freaks de diversa mena. Aterrits, els nois busquen el camí de tornada, però es perden en les profunditats del terrible laberint, amb prou feines aconsegueixen sortir il·lès. Un cop fora de la cripta, mentre els nois gaudeixen del premi, el gerent de la fonda s'hi acosta revelant la seva veritable identitat, és a dir, la Mort, però un d'ells aconsegueix "matar-la". Un cop sortits a l'aire lliure amb els objectes preciosos del premi, els nois són detinguts pels carrabiners que anaven al seu rastre, i els ordenen que entreguin el premi convençuts que els van robar.

## Repartiment
- Gregory Lech Thaddeus: Robin
- Lea Martino: Tina
- Beatrice Ring: Micky
- Gianmarco Tognazzi: Gianni
- Karl Zinny: David
- Lino Salemme: proprietari de la taverna
- Giampaolo Saccarola: home de la taverna
- Mirella Pedetti: commessa
- Lamberto Bava: gestor negoci

## Estrena
Una notte al cimitero fou projectada per primer cop al XX Festival Internacional de Cinema Fantàstic de Sitges l'octubre de 1987. El mateix Lamberto Bava va presentar la pel·lícula i va dir al públic que era no està pensada per a l'estrena en cinemes. La pel·lícula va rebre un cor d'esbroncades per part del públic. Més tard es va emetre a Italia 1 el 8 d'agost de 1989.

## Difusió
Una notte al cimitero, inicialment difosa únicament per videocasset, forma part d'un cicle de quatre pel·lícules de terror produïdes exclusivament per a la pantalla petita, i que també incloïa:
- Per sempre
- La casa dell'orco
- A cena col vampiro

Les quatre pel·lícules van ser llançades més tard en DVD per Mondo Home Entertainment.
Més tard, la distribució de la pel·lícula, assumint altres títols com Graveyard Disturbance, també va tenir lloc a l'estranger.

## Curiositats
- Durant els crèdits inicials es pot veure la calavera del cartell d' Inferno de Dario Argento, Heavy Metal d'Ivan Reitman, i la portada de l'àlbum British Steel de Judas Priest juntament amb altres cites de pel·lícules o personatges.

En una escena a l'interior de la fonda, mentre el cambrer treu els plats, es pot veure una televisió on s'emet la pel·lícula Dèmoni 2... L'incubo ritorna dirigit pel propi Lamberto Bava.

## Recepció
El crític de cinema Kim Newman va analitzar la pel·lícula i va escriure que Una notte al cimitero era la pitjor pel·lícula del director fins aquell moment.